# Korostysjiv
Korostysjiv (ukrainsk: Корости́шів, polsk: Korosteszów}, russisk: Коросты́шев) er en by i Zjytomyr rajon, Zjytomyr oblast, Ukraine. Før 2020 fungerede den som administrativt centrum for den tidligere Korostysjiv rajon. Byen har 24.129 (2022) indbyggere og ligger ved floden Téteriv i det historiske område Polesien.

## Historie
Byen blev grundlagt omkring det 6.-7. århundrede. Ifølge legenden hed byen Khminychi og var centrum for en af drevlianer-stammerne, minskianerne.
Den første skriftlige omtale som en landsby i Zhitomirsky Uyezd, Kyiv Voivodeskab i Storhertugdømmet Litauen stammer fra den 26. marts 1499. I 65 år tilhørte den Chornobyl Kmyts, en kendt og indflydelsesrig familie fra Højrebreds-Ukraine. Siden 1565, efter at det blev solgt af Filon Kmita, kom byen i Olizar-familiens eje som senere fik titel af greve.
I 1779 blev der tildelt Magdeburgrettigheder og et våbenskjold med billedet af Olizar-grevenes familieemblem: et gyldent kirkeflag med et kors på rød baggrund (adelsvåbenskjold "Radvan"). Efter den anden deling af Polen i 1793 blev Korostyshiv en del af Det Russiske Kejserrige. Siden 1795 har byen været en del af Radomyslsky Uyezd i Volhynisk guvernement, og siden 1797 er den blevet overført til Kyiv guvernement, som var en del af det i mere end 120 år. Olizar-familien forblev ejere af Korostyshev indtil 1873. De fleste af godsets jorder var skove.

## Galleri
- Korostysjiv jernbanestationstation
- Bypark
- Springvand i parken
- Krigsmindesmærke i Korostysjiv
- Korostysjiv pædagog-college
- Floden Téteriv i Korostysjiv
- Granitbrud i Korostysjiv